# Эклогит
Эклогит — кристаллическая метаморфическая горная порода, состоящая в основном из пироксена (омфацита) и граната гроссуляр-пироп-альмандинового состава, в небольшом количестве может содержать кианит, бронзит, калиевый полевой шпат, плагиоклаз, амфибол (смарагдит) и акцессорные минералы. По химическому составу эклогиты идентичны магматическим породам основного состава — габбро и базальтам.
В настоящее время считается, что эклогиты образуются при высокобарическом метаморфизме этих пород. Однако ещё недавно, в 1950—1970 годах рассматривался вопрос осадочной природы протолита эклогитов.

## История
Термин эклогит (Eclogite) ввёл Рене Гаюи в 1822 году для обозначения горных пород, сложенных пироксеном травяно-зеленого цвета (омфацитом) и красным гранатом.

## Свойства

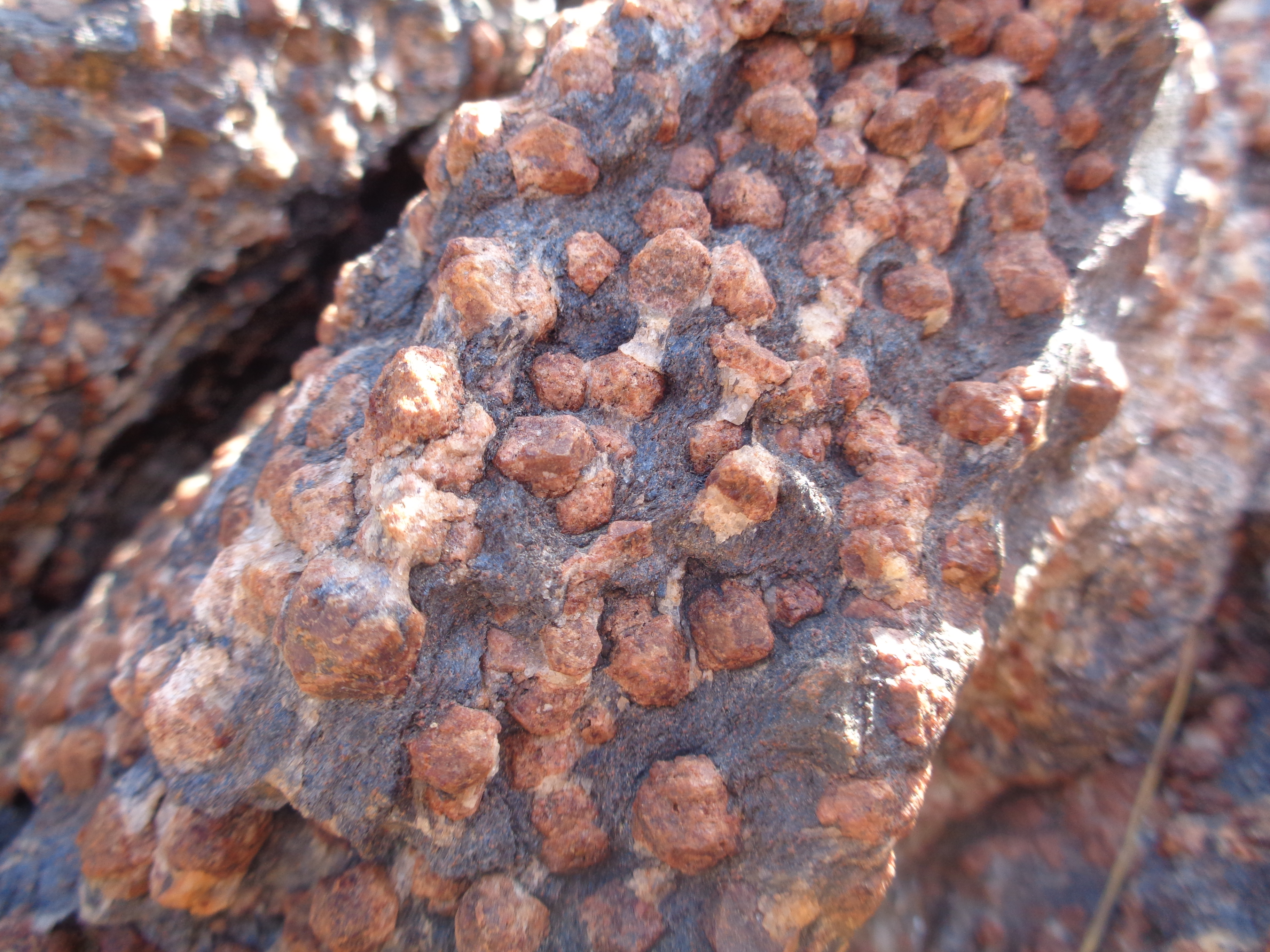
Эклогит

Макроскопически эклогиты представляют собой массивные породы, цвет которых варьируется от зелёного (в разностях, где преобладающим минералом является омфацит), до розового (в разностях богатых гранатом). Структура гранобластовая.
Свежие эклогиты весьма прочные и вязкие породы — с большим трудом колются молотком.
Плотность от 3,3 до 3,7 гр. на см³.

### Изменения
При снижении давления омфацит легко замещается симплектитом — на уровне гранулитовой фации метаморфизма симплектит имеет пироксен-плагиоклазовый состав, на уровне амфиболитовой — амфибол-плагиоклазовый. Гранат при изменении достаточно устойчив, поэтому часто при диафторезе эклогитов образуются гранатовые амфиболиты, о былом присутствии омфацита в которых свидетельствуют только симплектитовые структуры.
В результате регрессивного метаморфизма по первичным минералам эклогитов (омфацит, гранат, кварц, рутил) развиваются вторичные роговая обманка, цоизит, эпидот, плагиоклаз, мусковит, кварц.
При этом происходит небольшой вынос почти всех петрогенных компонентов и привнос воды.
Степень изменения эклогитов характеризует скорость их подъёма к поверхности. Широкое развитие симплектитов характерно для эклогитов из метаморфических комплексов, подъём которых происходит относительно медленно. Эклогиты выносимые из мантии в виде ксенолитов в кимберлитовых трубках, как правило не содержат симплектитов.

## Распространение
Эклогиты встречаются в виде ксенолитов в кимберлитовых трубках, а также в виде линз и будин в метаморфических комплексах высоких и сверхвысоких давлений.

## Разновидности
- биминеральные эклогиты (Grt-Omp,Qtz), которые состоят, собственно, из граната и пироксена-омфацита. Эти эклогиты наиболее распространенные в природе. В некоторых из них также может присутствовать вторичные минералы, такие, как кварц, цоизит, эпидот, роговая обманка и другие. Также среди этих эклогитов, в зависимости от состава граната, различают следующие разновидности: пироповые, пироп-альмандиновые, альмандиновые, гроссуляровые и пироп-альмандин-гроссуляровые.
- высокоглиноземистые эклогиты (Grt-Omp-Ky; Grt-Omp-Ky-Zo; Grt-Omp-Cor); среди них в зависимости от минерального состава различают кианитовые, кианит-цоизитовые и корундовые разновидности.
- роговообманковые эклогиты Grt-Omp-Amp, которые содержат роговую обманку в парагенезисе с гранатом и омфацитом. А среди таких эклогитов в зависимости от состава Hbl выделяют роговообманковые и каринтиновые разности.
- кроме того, эклогиты богатые рутилом выделяют как рутиловые , а также наличие таких минералов, как ильменит, графит, алмаз, коэсит также дают соответствующие разновидности.

## Происхождение
Эклогиты образуются при метаморфизме магматических пород основного состава (габбро, базальты, долериты), при давлении более 12—14 кбар. При этих давлениях происходит реакция эклогитизации — реакция плагиоклаза с другими минералами с образованием жадеитового пироксена и магнезиального граната. Эта реакция происходит в большом диапазоне давлений и температур и часто встречаются породы, в которых она прошла частично. Породы, в которых есть эклогитовые минералы, но остались и реликты плагиоклаза называются эклогитоподобными. Для них характерны коронитовые структуры.
Разделяют коровые и мантийные эклогиты. Коровые эклогиты находятся в составе складчатых поясов и образуются в зонах субдукции. Метаморфические комплексы содержащие эклогиты рассматриваются как индикаторы геодинамической обстановки субдукции. В этом отношении интересны находки эклогитов архейского возраста на Балтийском щите (Щипанский и др. 2005), свидетельствующие, о том, что тектоника литосферных плит имела место уже в архее.
Мантийные эклогиты также образуются в результате метаморфизма океанической коры, погружающейся в мантию. Некоторые ученые считают, что эклогиты могли образоваться в результате кристаллизации базальтового расплава на большой глубине. Но эта модель активно дискутируется и не установлены однозначные признаки такого генезиса эклогитов.

### Эклогитсодержащие метаморфический комплекс
Коровые эклогиты встречаются в метаморфических комплексах двух типов, различающихся по составу, параметрам метаморфизма и происхождению.

### Эклогит-глаукофансланцевые метаморфические комплексы
Комплексы данного типа состоят преимущественно из пород основного состава — метабазитов. Главными типами пород являются глаукофановые (голубые) сланцы, на регрессивных стадиях метаморфической эволюции замещённые хлорит-актинолитовыми (зелеными) сланцами, а также, амфиболиты, эклогиты и микрокварциты, образованные по кремнистым породам. Эклогит-глаукофан-сланцевые комплексы как правило ассоциируют с офиолитами, часто метаморфические породы представляют собой блоки в серпентинитовом меланже. Эклогиты из комплексов данного типа как правило низко — среднетемпературные (500—750 °C), часто содержат лавсонит. Ни сами эклогиты, ни ассоциирующие с ними метаморфические породы не содержат включений или структур распада минеральных фаз, формирующихся при сверхвысоких давлениях метаморфизма (коэсит, алмаз и др.). Давление на пике метаморфизма, устанавливаемое по содержанию жадеитового компонента в омфаците колеблется в пределах 12—25 кбар, что соответствует глубинам 35—75 км.
Протолитом эклогит-глаукофансланцевых комплексов являются породы океанической коры, а метаморфические преобразования связаны с погружением океанической литосферной плиты в зону субдукции. Эксгумация подобных комплексов происходит в результате коллизии островных дуг с подводными вулканическими плато или с вулканическими островами (симаунтами). Эта модель нашла многочисленные геологические и геохимические подтверждения при изучении Чаган-Узунского эклогит-сланцевого комплекса и эклогитов Уймонской зоны на Горном Алтае.

### Эклогит-гнейсовые метаморфические комплексы
Эклогит-гнейсовые комплексы сложены преимущественно метапелитами — орто- и парагнейсами, кристаллическими сланцами, среди которых преобладают слюдистые разности, а также метаосадочными породами — мраморами и силикатными мраморами, кварцитами. В подчиненном количестве присутствуют гипербазиты — пироповые и шпинелевые перидотиты и пироксениты, иногда полностью серпентинизированные. Эклогиты и замещающие их амфиболиты образуют многочисленные будинообразные тела среди гнейсов. Эклогит-гнейсовые комплексы нередко иногда содержат индекс-минералы сверхвысоких давлений метаморфизма.